# Matmata
Matmata je mesto 450 km južno od Tunisa, 43 km južno od Gabesa, 60 km zahodno od Medenine. Ime izhaja iz berberskega plemena, kasneje je Matmata postalo mesto. To mesto je največja trogloditska naselbina.
Značilna so trogloditska bivališča, ki so skopana približno pet do deset metrov globoko, izgledajo kot jama oz. dvorišče brez strehe, iz katerega se v več smeri razprostirajo rovi, ki so v bistvu majhni prostori, ki jih uporabljajo kot: kuhinjo, spalnico, shrambo... Dostop je po poševnih rovih, ki ob dežju služijo tudi za odvajanje vode iz dvorišča, ki je osrednji in največji prostor v bivališču, ali lestvi, ki jih ob nevarnosti lahko zaprejo oz lestev odstranijo.
Prostori so pobarvani z apnom in so skromno a lično urejeni. Poleti, ko je zunaj zelo vroče, je v bivališčih prijetno. 
Zadnje čase se pojavljajo tudi hoteli zgrajeni v takem slogu in nudijo veliko udobja.

## Zanimivost
V Matmati je bila posneta ena epizoda Vojne zvezd.